# Shorea mecistopteryx
Shorea mecistopteryx är en tvåhjärtbladig växtart som beskrevs av Ridley. Shorea mecistopteryx ingår i släktet Shorea och familjen Dipterocarpaceae. Inga underarter finns listade i Catalogue of Life.